# 下馱
下馱是日本傳統的木屐，使用於室外。屐，日语训读“阿师太”（あしだ），意思是足下，屐称为“足下”来自平安风俗。平安时期称作“屐子”。屐糸，和名“阿之太乎（あしだお）”，日语俚语称为鼻绳。

## 外部連結
- 日本鞋類博物館